# 조경단
조경단(肇慶壇)는 대한민국 전북특별자치도 전주시 덕진구 덕진동에 있는 전주 이씨의 시조 이한(李翰)의 묘역이다. 1973년 6월 23일 전북특별자치도 기념물 제3호로 지정되었다.

## 개요
덕진공원에서 건지산(乾止山) 쪽으로 약 1 km 동쪽으로 들어간 곳에 있으며, 광무 3년(1899년) 5월에 이곳에 단을 쌓고 비를 세워 전주 이씨 시조의 묘소를 정하고 ‘대한조경단’이라 하였다. 단은 장방형의 돌을 사용하여 둘레를 쌓아 만들고 단의 주변에는 동서남북에 문이 있는 담을 쌓았다. 서향의 문과 일직선상에 있는 남향의 문에서 20m 떨어진 곳에 비석이 있다. 비석은 대리석이며 너비 180cm, 두께 30cm, 높이 202cm이다. 앞면에는 고종의 어필로 ‘대한조경단’이라고 새겨져 있다. 비각은 한 변이 7.2m인 정방형의 3칸 팔작지붕이다.

## 현지 안내문
조경단은 전주 이씨의 시조 이한의 묘역이다. 태조 이성계는 조선 왕조를 세운 뒤 건지산에 있는 이 묘역을 각별히 지키게 했으며, 그 후 역대 왕들도 이의 보호에 정성을 다하였다. 특히 고종 황제는 광무 3년(1899년)에 이 곳에 단을 쌓고 비를 세워, 관리를 배치하고 매년 한 차례씩 제사를 지내도록 했다. 비석에 새긴 〈대한 조경단〉이란 글씨와 그 비문은 고종 황제가 직접 쓴 것이다. 조경단은 경기전, 조경묘와 함께 전주가 조선왕조의 발원지임을 상징하는 곳이다.

## 같이 보기
- 이한

## 참고 자료
- 조경단 - 국가유산청 국가유산포털